# 留法勤工儉學運動
留法勤工儉學運動（直译：勤工俭学运动）是1912年至1927年的一場組織窮學生留法勤工儉學的運動。發起者有李石曾、吳稚暉、汪精衛等，得到教育總長蔡元培的支持。這項運動從俭学開始，後來發展爲勤工儉學。
其中不少參加者後來在法國組織了學生運動和工人運動，1921年旅法共产主义小组成立，培養了一批中國共產黨的重要領導人，包括周恩來、鄧小平、陳毅等。

## 起源與暫停

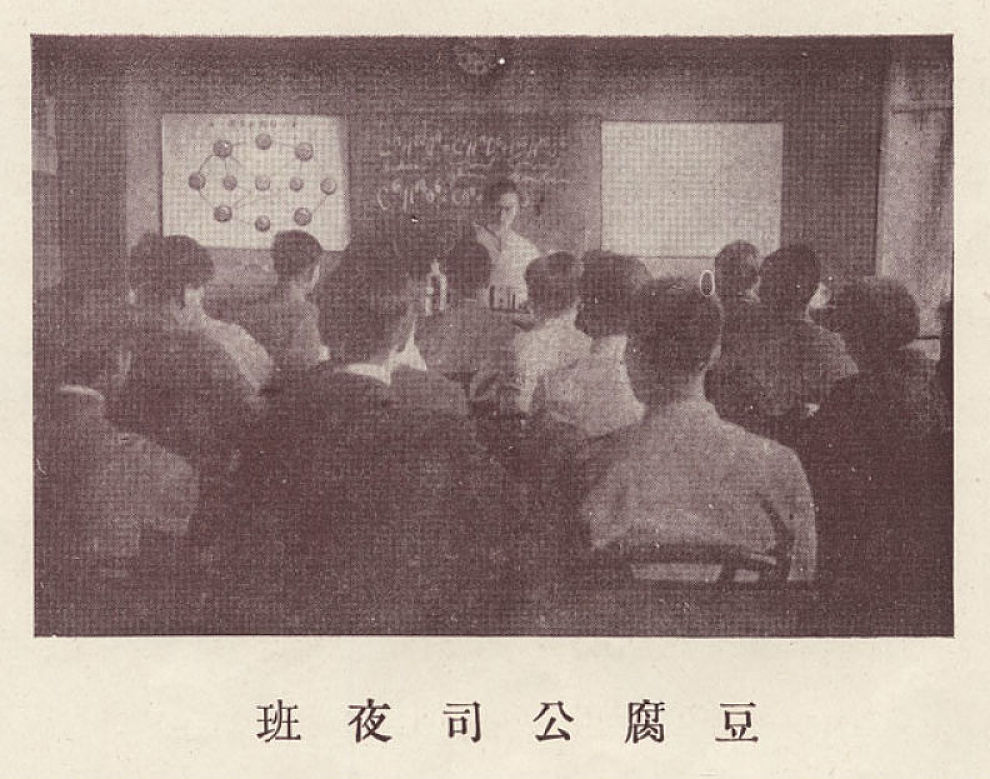
豆腐公司夜班，李石曾在留法勤工儉學运动中创办的夜校

1912年4月在北京，李石曾、吳稚暉、汪精衛等人組織了留法儉學會，得到教育總長蔡元培的支持，並設定留法預備學校，四川和上海也有儉學會成立。此後一年間送了80學生赴法，也有自由組織前往法國留學者約40人。
李石曾、吳稚暉是最早期的留法學生，他們在法國接受了無政府主義思想，這是最早傳入中國的社會主義思想之一，1907年他們在法國辦《新世紀》雜志，宣傳無政府主義的思想，提倡個人自由與互助。李石曾在法國創辦豆腐公司，實業與思想共同發展。汪精衛曾留學日本，在辛亥革命以後有志於教育，此後自己也於1912年8月-1913年6月，1913年9月-1915年赴法學習。蔡元培曾留學德國，此後自己也於1913年9月-1916年10月旅居法國，與汪精衛比鄰而居，與李石曾也來往密切。他們幾個人在辦留法儉學會之前有辦進徳會，之後有辦世界會，合作甚多。這些活動的核心人物是李石曾與吳稚暉。
赴法儉學會的宗旨是：
改良社會首重教育，欲輸世界文明於國內，必以留學泰西為要圖，惟西國學費宿稱耗大，其事至難普及。曾經同誌籌思，擬興苦學之風，廣辟留歐學界。今共和初立，欲造成新社會新國民，更非留學莫濟，而尤以民氣先進之國為最宜。茲由同誌組織‘留法儉學會’，以興尚儉樂學之風，而助其事之實行也。又如女學之進化，家庭之改良，與社會關系尤切，而尤非留學莫濟，故同時組織‘女子儉學會’與‘居家儉學會’。時在民國元年。

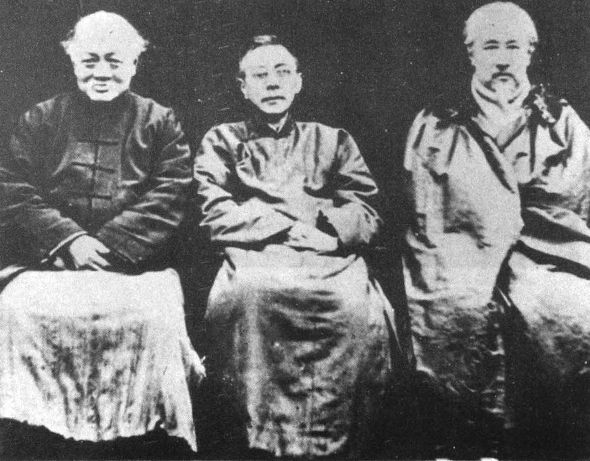
吳稚暉、张静江、李石曾

這項運動開始只是儉學，1914年第一次世界大戰開始，很多學生的生活受到影響，陷入困境。1915年，李石曾等人編印《勤工儉學傳》，宣傳勤工儉學的精神，並成立勤工俭学会。儉學活動就變成了勤工儉學活動，后来很多前来的学生大半时间都在工作。
1914年留法儉學會被袁世凱取消，這事在國内暫告一段落。
有一件與留法勤工儉學相關的事是華工赴法。第一次世界大戰造成法國勞動力短缺，從1916年開始，招募大量華工赴法工作。1917年法國雇傭了4萬中國工人，英國雇傭了10萬，到1919年，總數增加到20萬。留法儉學會的蔡元培等人做了很多的聯絡工作促成了這件事。
1916年6月蔡元培等與法國合作成立了華法教育會（法語：Société Franco-Chinoise d'éducation），蔡元培與巴黎大學的歐樂（法語：Alphonse Aulard）分任中方和法方的會長，工作涉及勤工儉學的學生，也涉及華工，比如為華工開辦華工學校等。
留法的華工和勤工儉學的學生工人，漸漸吸收一些社會主義的政治思想，1916年11月至1918年7月之間，在法國工廠的中國工人一共罷工25次。

## 重啓與糾紛

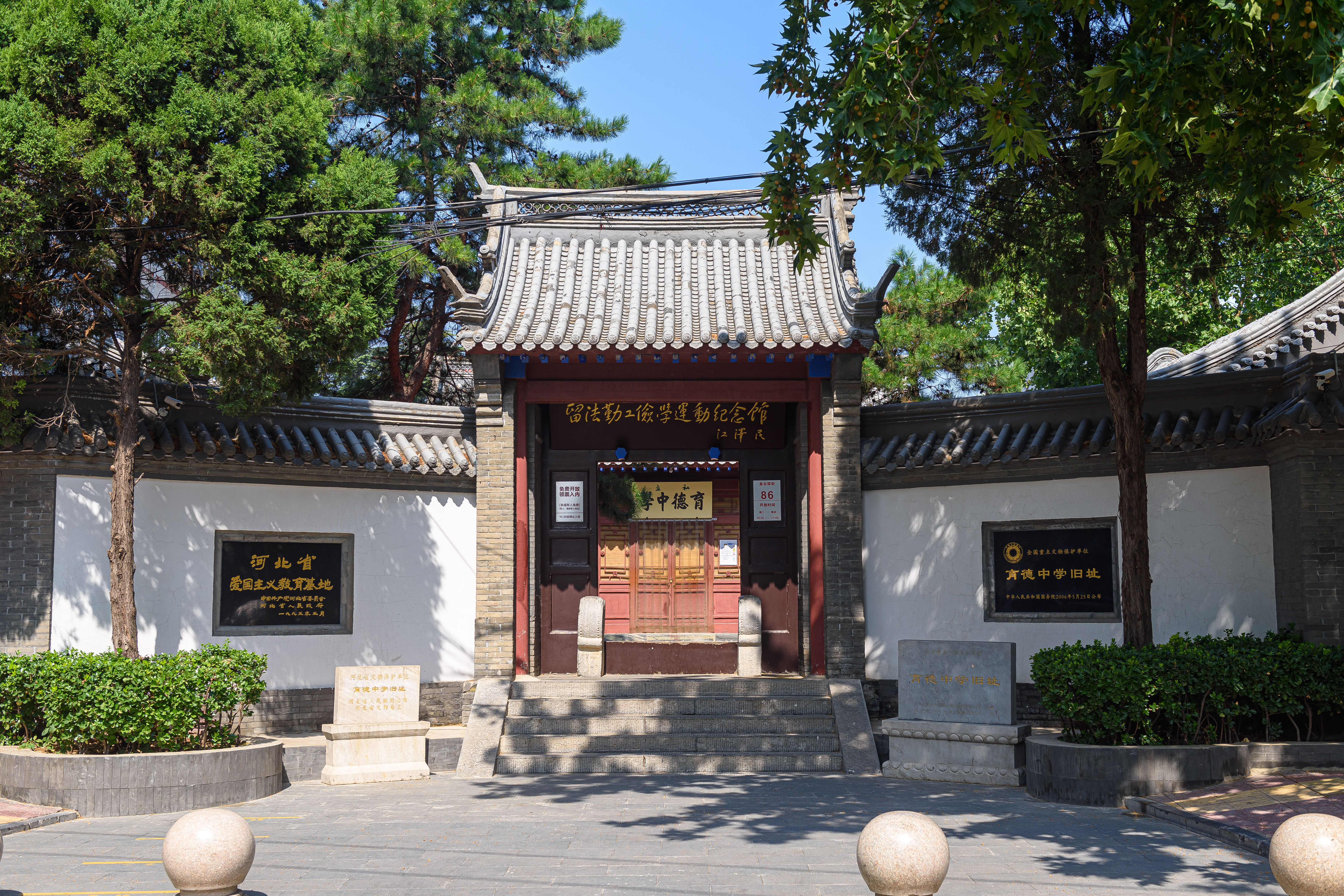
保定育德中学曾于1917年秋附设留法高等工艺预备班，该校旧址1994年被布置为留法勤工俭学运动纪念馆

1917年留法儉學會重新開辦，1919年到1920年達到高潮，兩年間全國有1600-2000人赴法勤工儉學，其中包括周恩來、鄧小平、陳毅、蔡和森、向警予、李立三、李富春等日後中國共產黨的領導人。參加者中以四川、湖南最多，四川是吳玉章組織，一個統計顯示有492人赴法。湖南一個統計顯示有346人赴法，是新民學會出力最多，最早是1918年蔡和森與蔡元培聯係，在北京開辦了為湖南學生的預備班，然後毛澤東率領一行25人來京，毛澤東於1918年9月至1919年3月在北京大學圖書館半工半讀，但自己沒有赴法。
1920年初李石曾、蔡元培等在北京成立中法大學，蔡元培任校長，李石曾任董事長。1920年冬在里昂設立分部里昂中法大學，吳稚暉任校長，資金由雙方共同籌集，後來1924年獲得法國以庚子賠款退款捐助，此校到1947年結束，前後有131人獲得博士學位，60人獲得工程師文憑。
1920年歐洲經濟衰退，勤工儉學生生活困難，很多人放棄學習全時間工作。据1920年8、9月調查，有400多人在工作，600多人在學習。很多人依靠華法教育會的救濟，教育會的財政有限，難以負擔。1920年12月，蔡元培來法處理這一問題。此時教育會負債60余萬法郎。整個留法勤工儉學活動本來是一個自費活動，1月，華法教育會於1921年1月發出通知，宣告與勤工儉學生“脫卸一切經濟上之責任，只負精神上之援助”。勤工儉學學生對華法教育會的通告反應不一，有理解的，有不理解的。
學生們成立了很多自助組織，於1921年2月28日發起了“爭取吃飯權、工作權、求學權”的“二八運動”，向中華民國駐法公使館請願。駐法公使陳籙答應撥款，維持勤工儉學生的最低生活費用。周恩來在國内天津的《益世報》上發表文章，抨擊駐法公使陳籙和華法教育會李石曾。
9月里昂的中法大學建成，勤工儉學學生要求入學，校長吳稚暉要求考試。在周恩來等人的領導下，勤工儉學生發起了“以開放里昂大學為唯一目標”的決定，發動“入學運動”，提出“誓死爭囘里大”的口號。9月21日，100多人的先鋒隊衝入學校，占領住房。法國警察將他們逮捕。10月13日，將104名學生遣送回中國，包括蔡和森、李立三、陳毅等。
1922年6月，趙世炎、周恩來、李維漢等人在巴黎成立了旅歐中國少年共產黨，同年秋冬之際，旅法共產主義小組正式成立。1923年開始，大批人轉向莫斯科東方大學學習。